# جاك باترسون
جاك باترسون هو مهندس مدني ومهندس وفلاح وسياسي كندي، ولد في 2 يوليو 1884 في ساليسبوري في كندا، وتوفي في 21 يوليو 1964. حزبياً، نشط في الحزب الليبرالي الكندي. وقد انتخب عضو مجلس العموم الكندي.